# Pierre Marcellin Bonamie
Pierre Dominique Marcellin Bonamie , né le 26 mars 1798 à Albas dans le Lot, et mort le 8 juillet 1874, est un ecclésiastique français qui fut supérieur général de la congrégation des Sacrés-Cœurs de Jésus et de Marie (picpuciens).

## Biographie
Pierre Bonamie est prêtre dans la congrégation de Picpus, où il est connu sous le nom de frère Raphaël. En 1828, il est appelé à Paris en qualité de prieur de la maison des frères. A la fin du mois d'août 1830, il reçoit l'ordre de se rendre à Tours initialement pour y devenir Vicaire général. A la place, il occupe la chaire de professeur de théologie morale au séminaire. Il est directeur du séminaire de Tours lorsque le Saint-Siège jette les yeux sur lui pour l'évêché de Babylone en Perse et le nomme administrateur apostolique d'Ispahan en juillet 1832. 
Il part pour le Levant en octobre 1833 et arrive à Alep en janvier suivant, après avoir visité les îles de la Grèce et même Alexandrie et Le Caire. Il reste assez longtemps à Alep attendant le départ d'une caravane, et dans l'intervalle est nommé en février 1835 à l'archevêché de Smyrne, avant de revenir à Paris lorsque la place de supérieur de la congrégation de Picpus vient à vaquer. Il est nommé le 24 novembre 1837 archevêque titulaire de Chalcédoine (de).
Il meurt le 8 juillet 1874.